# コムソモリスク・ナ・アムーレ
コムソモリスク・ナ・アムーレ（ロシア語: Комсомо́льск-на-Аму́ре, ラテン文字転写: Komsomolsk-na-Amure）はロシア極東部、ハバロフスク地方のアムール川下流の左岸に位置する港湾都市・工業都市である。人口は約24万人。

## 概要

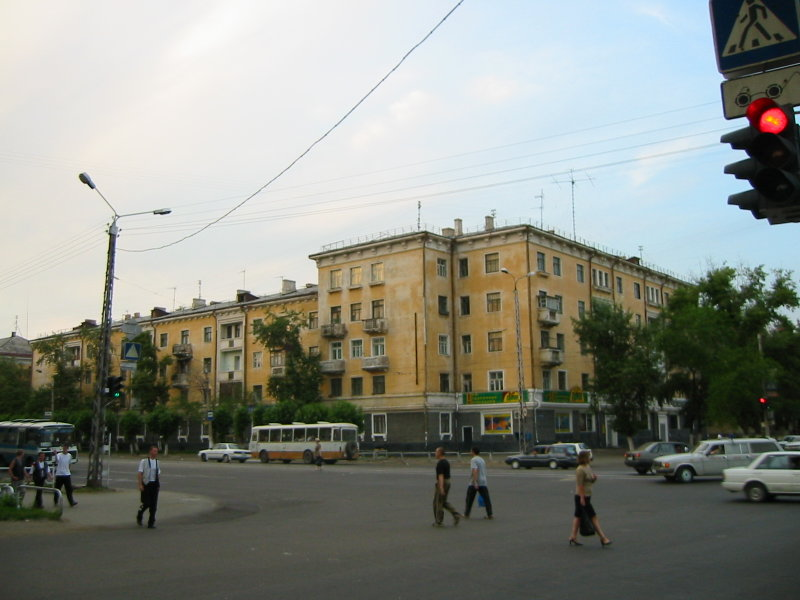
コムソモリスク・ナ・アムーレの通り

コムソモリスク・ナ・アムーレ駅はバイカル・アムール鉄道（バム鉄道）とヴォロチャーエフカ・ジョムギ鉄道の分岐駅である。このほかアムール上流やオホーツク海への水運や、デ＝カストリへの道路もある。2018年10月1日までは路面電車も運行されていた。
また、郊外にはコムソモリスク・ナ・アムーレ空港がある。
極東の中心都市ハバロフスクからの距離は404 km。人口は、2002年全ロシア国勢調査で251,283人。ハバロフスク、ウラジオストクに次ぐ極東ロシア第3の都市である。
町の名前は「アムールにあるコムソモール（共産党青年組織）の町」の意味で、現代中国語では「共青城」とも表記される。清朝時代は瓦倫と呼ばれた。

## 歴史

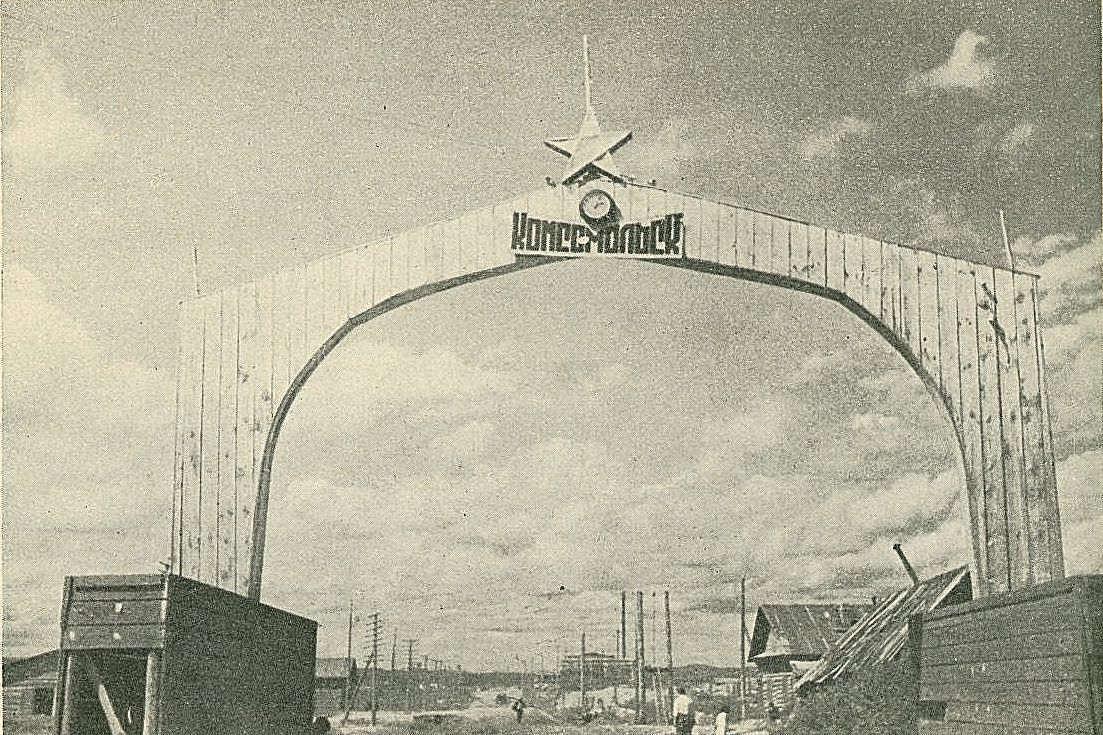
1937年に撮影された、建設後間もないコムソモリスク・ナ・アムーレ

19世紀半ばまでアムール川下流は満州の一部であり清の領土だったが、1858年のアイグン条約でロシア帝国に割譲された。1860年にはペルミ州からの移住者がこの地に村を作りペルムスコエと名付けられた。
市の創立は1932年である。1930年にソ連政府は極東における経済と文化の建設指令を発表し、1931年8月にはアムール川沿岸への造船所建設が発表された。1932年1月、造船所建設の場所はこの地に決まり、1932年5月10日に最初の建設労働者を乗せた船「コミンテルン」と「コロンブス」が着岸した。以後、アムール沿岸の原野だったこの地に極東の中心となる工業都市建設が進み、ソビエト連邦共産党の青年組織コムソモールの若者や政治犯らが集められて飛行機工場や造船所などの建築作業に従事した。1945年までにはソ連極東唯一の製鉄所、アムール製鋼所も建設された。
第二次世界大戦後には、第1収容地区（グラーグ）が設置され、シベリア抑留を受けた日本人捕虜が収容された。日本人捕虜は住宅や工場、鉄道建設現場で強制労働に従事した。
20世紀半ば以降、コムソモリスク・ナ・アムーレは製鉄などをはじめとした金属工業、機械工業、石油精製、造船業、航空機製造などで栄え、極東の工業中心地となった。コムソモリスク・ナ・アムーレ航空機製造工場はスホーイの主力工場として戦闘機などを製造し、現在も軍用機や民間機を製造している。ソビエト連邦の崩壊後は極東唯一だった製鉄所の倒産など苦境にあったが、外資の導入による製鉄工場再編などにより盛り返しつつある。他に、石油製品パイプライン計画が進行中で、コムソナリスク＝ナ＝アムーレの製油所からデ＝カストリまで年間300～400万トンの送油能力の見込み。

## 気候
冬の気候は極寒で1月平均気温は‐24.7度にもなるが、夏は7月の平均気温が20.3度と高く、30度に達することも珍しくない。
| コムソモリスク・ナ・アムーレの気候 | コムソモリスク・ナ・アムーレの気候 | コムソモリスク・ナ・アムーレの気候 | コムソモリスク・ナ・アムーレの気候 | コムソモリスク・ナ・アムーレの気候 | コムソモリスク・ナ・アムーレの気候 | コムソモリスク・ナ・アムーレの気候 | コムソモリスク・ナ・アムーレの気候 | コムソモリスク・ナ・アムーレの気候 | コムソモリスク・ナ・アムーレの気候 | コムソモリスク・ナ・アムーレの気候 | コムソモリスク・ナ・アムーレの気候 | コムソモリスク・ナ・アムーレの気候 | コムソモリスク・ナ・アムーレの気候 |
| 月                                 | 1月                                | 2月                                | 3月                                | 4月                                | 5月                                | 6月                                | 7月                                | 8月                                | 9月                                | 10月                               | 11月                               | 12月                               | 年                                 |
| ---------------------------------- | ---------------------------------- | ---------------------------------- | ---------------------------------- | ---------------------------------- | ---------------------------------- | ---------------------------------- | ---------------------------------- | ---------------------------------- | ---------------------------------- | ---------------------------------- | ---------------------------------- | ---------------------------------- | ---------------------------------- |
| 最高気温記録 °C （°F）             | 0.7 (33.3)                         | 0.0 (32)                           | 13.6 (56.5)                        | 23.9 (75)                          | 31.0 (87.8)                        | 33.2 (91.8)                        | 36.2 (97.2)                        | 38.0 (100.4)                       | 30.0 (86)                          | 20.5 (68.9)                        | 8.3 (46.9)                         | 1.0 (33.8)                         | 38.0 (100.4)                       |
| 平均最高気温 °C （°F）             | −19.6 (−3.3)                       | −13.9 (7)                          | −4.0 (24.8)                        | 7.5 (45.5)                         | 16.1 (61)                          | 22.8 (73)                          | 25.1 (77.2)                        | 23.4 (74.1)                        | 17.1 (62.8)                        | 7.4 (45.3)                         | −6.4 (20.5)                        | −17.2 (1)                          | 4.6 (40.3)                         |
| 日平均気温 °C （°F）               | −24.7 (−12.5)                      | −19.8 (−3.6)                       | −9.5 (14.9)                        | 2.3 (36.1)                         | 10.4 (50.7)                        | 17.3 (63.1)                        | 20.3 (68.5)                        | 18.5 (65.3)                        | 11.9 (53.4)                        | 2.5 (36.5)                         | −10.5 (13.1)                       | −21.8 (−7.2)                       | −0.6 (30.9)                        |
| 平均最低気温 °C （°F）             | −30.8 (−23.4)                      | −27.2 (−17)                        | −17.1 (1.2)                        | −3.4 (25.9)                        | 3.7 (38.7)                         | 10.8 (51.4)                        | 15.2 (59.4)                        | 13.5 (56.3)                        | 6.4 (43.5)                         | −2.9 (26.8)                        | −16.1 (3)                          | −27.4 (−17.3)                      | −6.6 (20.1)                        |
| 最低気温記録 °C （°F）             | −47.0 (−52.6)                      | −42.0 (−43.6)                      | −33.9 (−29)                        | −20.8 (−5.4)                       | −7.5 (18.5)                        | −2.2 (28)                          | 0.0 (32)                           | −8.9 (16)                          | −6.0 (21.2)                        | −22.0 (−7.6)                       | −34.0 (−29.2)                      | −42.0 (−43.6)                      | −47.0 (−52.6)                      |
| 降水量 mm （inch）                 | 30 (1.18)                          | 19 (0.75)                          | 30 (1.18)                          | 43 (1.69)                          | 63 (2.48)                          | 65 (2.56)                          | 95 (3.74)                          | 110 (4.33)                         | 74 (2.91)                          | 62 (2.44)                          | 49 (1.93)                          | 32 (1.26)                          | 669 (26.34)                        |
| 平均降水日数                       | 14                                 | 12                                 | 13                                 | 15                                 | 15                                 | 13                                 | 15                                 | 14                                 | 14                                 | 13                                 | 16                                 | 15                                 | 169                                |
| 平均降雨日数                       | 0                                  | 0                                  | 1                                  | 7                                  | 14                                 | 13                                 | 15                                 | 14                                 | 14                                 | 8                                  | 1                                  | 0                                  | 87                                 |
| 平均降雪日数                       | 14                                 | 12                                 | 13                                 | 11                                 | 3                                  | 0                                  | 0                                  | 0                                  | 0                                  | 8                                  | 15                                 | 15                                 | 91                                 |
| 出典：climatebase.ru               |                                    |                                    |                                    |                                    |                                    |                                    |                                    |                                    |                                    |                                    |                                    |                                    |                                    |

## 姉妹都市・友好都市
- ジャムス市、中国
- 加茂市、日本

## 出身者
- ウラジーミル・クラコフ - 政治家
- ユーリー・ベレジュコ - バレーボール選手
- ヴャチェスラフ・シュポルト - 政治家
- ワレリー・リューミン - 宇宙飛行士
- ユリヤ・チェパロワ - クロスカントリースキー選手
- ヴァシーリー・バルチューク - 政治家
- ユーリ・ガジンスキー - サッカー選手

## 外部リンク

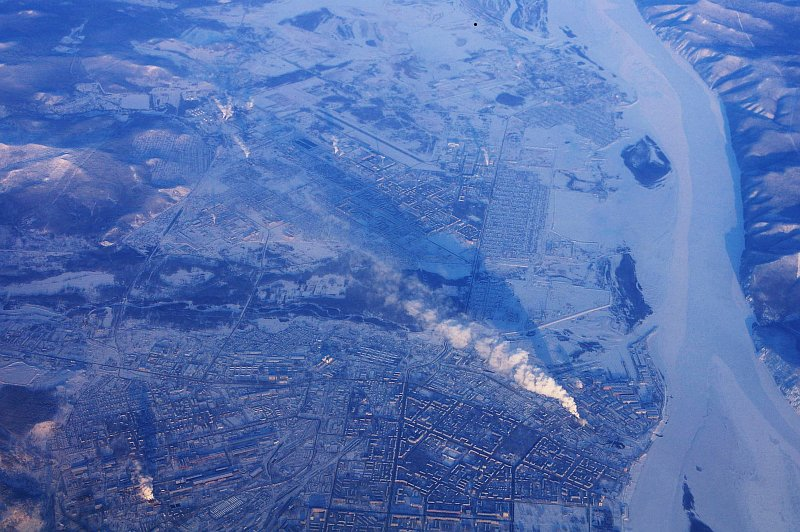
空中写真（2006/12）